# Улица младшего сына (повесть)
«У́лица мла́дшего сы́на» — повесть, написанная в 1949 году Львом Кассилем и Максом Поляновским о жизни и смерти юного партизана Володи Дубинина — героя Великой Отечественной войны.

## Сюжет
Мальчик Володя Дубинин живёт в городе Керчь жизнью обыкновенного советского мальчишки. Оккупацию Керчи гитлеровскими захватчиками Володя встречает в рядах партизанского отряда. Сражаясь в его рядах совместно с другими пионерами наравне со взрослыми, он проявляет образец подлинного героизма и мужества.
Книга состоит из двух частей.

## Награды
В 1951 году за повесть «Улица младшего сына» Л. Кассиль и М. Поляновский были удостоены Сталинской премии 3 степени.

## Экранизации
В 1962 году по повести был снят фильм с тем же названием.